# Lollardismo

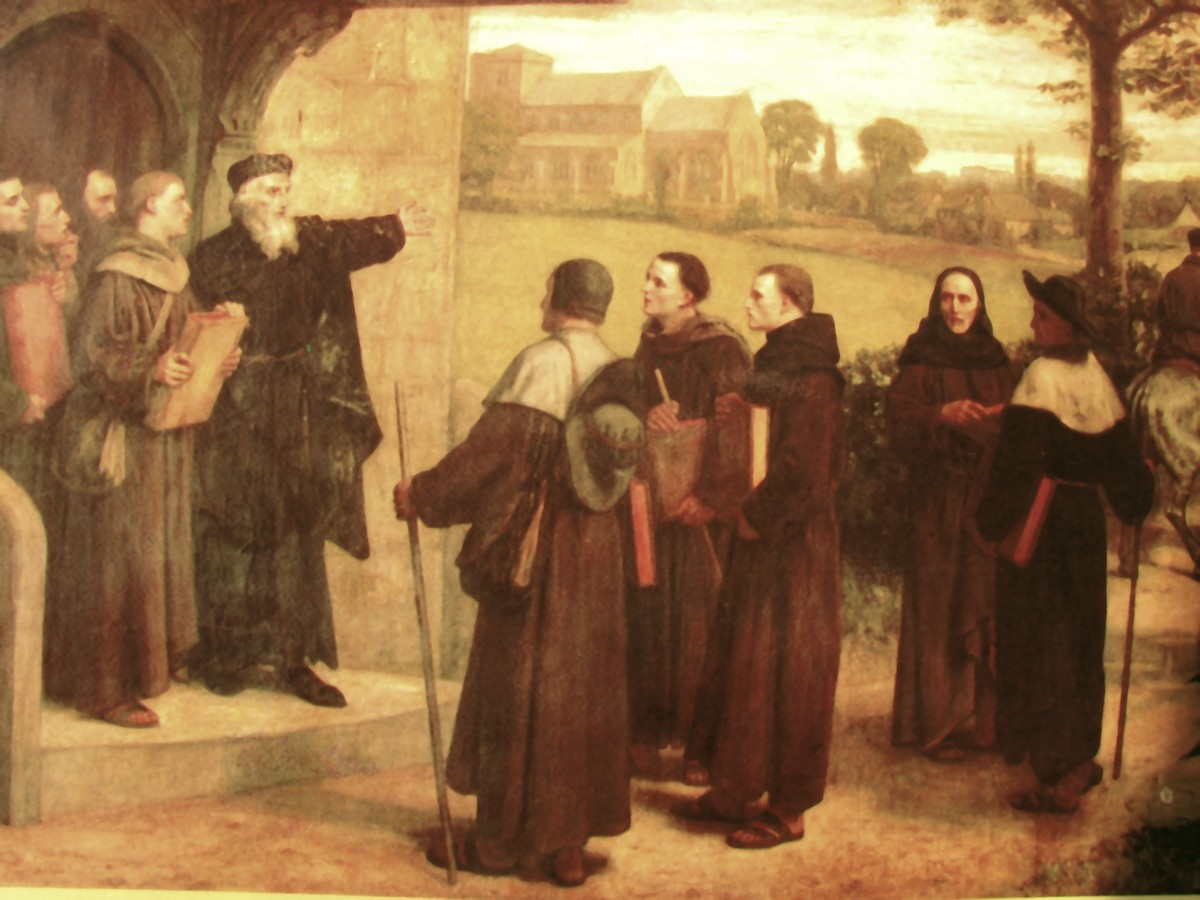
John Wyclif.

O lollardismo foi um movimento político e religioso dos finais do século XIV e inícios do século XV em Inglaterra. Foi inicialmente liderado por John Wycliffe, um teólogo católico que foi demitido da Universidade de Oxford em 1381 por críticas à Igreja Católica Romana. A síntese de suas idéias está nas "Doze Conclusões dos Lollardas".
O termo provavelmente deriva de uma palavra que em holandês equivale à "murmurador".
Foi um apelido depreciativo dado a pregadores liderados por John Wycliffe.
Em meados do século XV, "lollard" passou a designar os hereges na Inglaterra.
Em 1387, ocorreu o primeiro uso oficial do termo na Inglaterra em um mandato do Bispo de Worcester contra cinco "pobres pregadores". 
Entre as suas principais doutrinas estavam que a devoção era um requerimento para que um padre fosse um "verdadeiro" padre ou que levasse a cabo os sacramentos, e que o leigo devoto tinha o poder de executar os mesmos ritos, acreditando que o poder religioso e a autoridade resultam da devoção e não da hierarquia da Igreja. Ensinava o conceito da "Igreja dos salvados", significando que entre a verdadeira Igreja de Cristo era a comunidade dos fieis, que tinha muito em comum mas não era o mesmo que a Igreja oficial de Roma. Ensinou uma determinada forma de predestinação. Advogava a pobreza apostólica e a taxação das propriedades da Igreja Católica. Negava a transubstanciação em favor da consubstanciação. 